# Burgwalde
Burgwalde is een gemeente in de Duitse deelstaat Thüringen, en maakt deel uit van de Landkreis Eichsfeld.
Burgwalde telt 218 inwoners.